# Flambeau de l'Est FC
 Flambeau de l’Est FC là một câu lạc bộ bóng đá đến từ Ruyigi, Burundi.
Đội bóng được thành lập năm 2010 và thi đấu ở Giải bóng đá ngoại hạng Burundi.
Năm 2013 Flambeau giành chức vô địch Giải bóng đá ngoại hạng Burundi.

## Danh hiệu
- Giải bóng đá ngoại hạng Burundi: 1

2013

## Thành tích ở các giải đấu CAF
- Giải bóng đá vô địch các câu lạc bộ châu Phi: 1 lần tham gia

2014: Vòng Một

## Sân vận động
Đội bóng hiện tại thi đấu trên sân Stade de Ruyigi có sức chứa 2.000 chỗ ngồi.